# Enganyapastors alabarrat gran
L'enganyapastors alabarrat gran (Systellura longirostris) és una espècie d'ocell de la família dels caprimúlgids (Caprimulgidae). Habita zones boscoses, matollars i ciutats d'Amèrica del Sud, a Colòmbia, oest, nord i sud de Veneçuela, l'Equador, el Perú, centre i est de Bolívia, sud-est del Brasil, el Paraguai, Uruguai, Xile i l'Argentina.

## Taxonomia
Segons la llista mundial d'ocells del Congrés Ornitològic Internacional (versió 14.1, gener 2024) l'enganyapastors alabarrat gran presenta vuit subespècies. Tanmateix, per al Handook of the Birds of the World i la quarta versió de la BirdLife International Checklist of the birds of the world (Desembre 2019), la subespècie S.l. roraimae, de la zona muntanyosa del sud de Veneçuela i la frontera adjacent amb el nord del Brasil, es considera una espècie separada:
- enganyapastors dels tepuis (Systellura roraimae).